# Snake Pit
Snake Pit je studiové album amerického hudebníka Harveyho Mandela. Vydáno bylo v listopadu roku 2016 společností Tompkins Square, a to jak na kompaktním disku, tak i na dlouhohrající gramofonové desce. Producentem desky byl spolu s Mandelem Josh Rosenthal. Jde o Mandelovo první široce distribuované album po přibližně dvacetileté odmlce. Kromě šesti zcela nových písní se na desce nachází nové verze dvou skladeb, které Mandel v minulosti vydal: „Baby Batter“ (původně na albu Baby Batter, 1971) a „Before Six“ (Cristo Redentor, 1968). Autorkou obalu alba je Sara Gossett. Album bylo nahráno během dvou dnů ve studiu Fantasy Studios v kalifornském městě Berkeley.

## Seznam skladeb
Autorem všech skladeb je Harvey Mandel, pokud není uvedeno jinak.
1. Snake Pit
2. Space Monkeys
3. Nightingail
4. Baby Batter
5. Jackhammer
6. Buckaroo
7. Before Six (Larry Frazier)
8. Ode to B.B.

## Obsazení
- Harvey Mandel – kytara
- Ben Boye – klávesy
- Anton Hatwich – baskytara
- Ryan Jewell – bicí
- Brian J. Sulpizio – kytara
- Jose Najera – perkuse
- Dick Bright – smyčce, aranžmá smyčců